# Småstadsdomaren
Småstadsdomaren (engelska: Judge Priest) är en amerikansk komedifilm från 1934 i regi av John Ford. Filmen är baserad på humoristen Irvin S. Cobbs karaktär Judge Priest. I titelrollen ses Will Rogers och i övriga roller bland andra Henry B. Walthall, Hattie McDaniel och Stepin Fetchit.

## Rollista i urval
- Will Rogers - Domare William 'Billy' Priest
- Tom Brown - Jerome Priest
- Anita Louise - Ellie May Gillespie
- Henry B. Walthall - Pastor Ashby Brand
- David Landau - Bob Gillis
- Rochelle Hudson - Virginia Maydew
- Roger Imhof - Billy Gaynor
- Frank Melton - Flem Talley
- Charley Grapewin - Sergeant Jimmy Bagby
- Berton Churchill - Senator Horace Maydew
- Brenda Fowler - Mrs. Caroline Priest
- Francis Ford - Jurymedlem nr. 12
- Hattie McDaniel - tant Dilsey
- Stepin Fetchit - Jeff Poindexter